# Воллі Адейемо
Адевале «Воллі» Адейемо (англ. Wally Adeyemo; народився 20 травня 1981) — американський урядовець нігерійського походження, заступник міністра фінансів Сполучених Штатів. Він був першим президентом Фонду Обами, а також працював під час адміністрації Обами заступником радника з національної безпеки з питань міжнародної економіки з 2015 по 2016 рік і заступником директора Національної економічної ради США.

## Молодість і освіта
Адейемо народився в родині йоруба в Ібадані, Нігерія, і виріс у Південній Каліфорнії. Його батько був учителем, а мати — медсестрою. Має двох молодших братів і сестер. Після закінчення середньої школи Ейзенхауера в Ріальто, штат Каліфорнія, у 1999 році він отримав ступінь бакалавра мистецтв у Каліфорнійському університеті Берклі у 2004 році та ступінь доктора юриспруденції в Єльській школі права у 2009 році.

## Кар'єра
Адейемо працював директором із роботи з афроамериканцями під час президентської кампанії Джона Керрі 2004 року, а офіс де він працював був у Сан-Франциско.

### Адміністрація Обами
До приходу в адміністрацію Обами Адейемо працював редактором у Hamilton Project. Потім Адейемо працював старшим радником і заступником керівника апарату Джека Лью в Міністерстві фінансів США. Пізніше Адейемо працював головним переговорником Транстихоокеанського партнерства. Він також працював першим керівником апарату Бюро захисту прав споживачів під керівництвом Елізабет Воррен.
У листопаді 2014 року Адейемо було призначено на посаду помічника міністра фінансів з питань міжнародних ринків і розвитку в той же час, коли чинний помічник міністра, Маріса Лаго, була призначена на посаду заступника торгового представника Сполучених Штатів. У вересні 2015 року він виступив перед Комітетом Сенату з банківської справи, житлового будівництва та міських справ, але комітет не висунув його кандидатуру до повного складу Сенату. Кандидатура була відкликана президентом Обамою в грудні 2015 року. Натомість у 2015 році Адейемо було обрано на посаду заступника радника з національної безпеки з міжнародної економіки та заступника директора Національної економічної ради, де він пропрацював до 2016 року. Під час свого перебування на посаді він був представником президента в G7 і G20 і обіймав кілька вищих керівних посад у Міністерстві фінансів, включаючи старшого радника та заступника керівника апарату, а також головного учасника переговорів щодо положень Транстихоокеанського партнерства щодо макроекономічної політики.

### Поза урядом
Адейемо працював у BlackRock два роки з 2017 року, обіймаючи посаду старшого радника, а раніше був тимчасовим керівником апарату генерального директора фірми Лоуренса Фінка. 1 серпня 2019 року Адейемо було обрано першим президентом Фонду Обами.

### Адміністрація Байдена
У листопаді 2020 року було оголошено, що Адейемо буде призначено на посаду заступника міністра фінансів США в адміністрації Байдена. 20 січня 2021 року його кандидатуру було подано на затвердження в Сенат. Слухання в Комітеті Сенату США з фінансів відбулися 23 лютого 2021 року. 3 березня 2021 року він був виведений зі складу комітету голосуванням, а 25 березня 2021 року він був затверджений Сенатом на посаді також шляхом голосування. 26 березня 2021 року він склав присягу заступника міністра фінансів перед міністеркою фінансів США Джанет Єллен.